# 町田義人
町田 義人（まちだ よしと、1946年〈昭和21年〉9月21日 - ）は、日本のカレッジ・フォーク、及びグループ・サウンズ出身の歌手。本名：小松義人。

## 人物・来歴
高知県土佐市出身。カレッジ・フォーク「キャッスル&ゲイツ」を経て、成城大学在学中の1968年に「ズー・ニー・ヴー」を結成、ボーカルを務める。「ズー・ニー・ヴー」はR&B路線の強いバンドだったが、「白いサンゴ礁」の大ヒットで注目を集める。
1970年ズー・ニー・ヴーを脱退、ソロに転向。広い音域と迫力ある唱法で実力派歌手として知られた。テレビCM曲を7〜8年間で400〜500本歌う。1978年公開の映画『キタキツネ物語』において、同作品の音楽担当だったタケカワユキヒデに指名される形で、主題歌「赤い狩人」を歌う。同年、ニット帽にサングラスというスタイルで角川映画『野性の証明』の主題歌「戦士の休息」を歌いカレッジ・フォーク、オリコン最高位6位、累計売上29.5万枚を記録。累計売上85万枚とする報道もある。
その後も地道に歌手活動を続けTV主題歌やアニメソングなどでも知られているが、変わったところでは『オレたちひょうきん族』のタケちゃんマンロボのテーマ「愛より強く」、CMソング・ロッテ「小梅ちゃん」などがある。歌手のみならず、ミュージカルの役者として、ナレーションなどで声優としても仕事をしており、活動の幅は広い。
現在では、歌手活動を休業、メルボルンで彫刻家として活動している。

## ディスコグラフィ
※　ズー・ニー・ヴーは、「ズー・ニー・ヴー」を参照。

### シングル
※　規格はすべて7インチレコード
| 発売日               | 面       | タイトル                                      | 作詞                    | 作曲                | 編曲             | 規格品番  |
| ビクター             | ビクター | ビクター                                      | ビクター                | ビクター            | ビクター         | ビクター  |
| -------------------- | -------- | --------------------------------------------- | ----------------------- | ------------------- | ---------------- | --------- |
| 1971年6月5日         | A        | 自由への旅路                                  | 飛田常司 補：岡本おさみ | 飛田常司            | 木森敏之         | SF-3      |
| 1971年6月5日         | B        | 青い地中海                                    | 山上路夫                | 小谷充              | 小谷充           | SF-3      |
| 1971年11月5日        | A        | 奇跡は一度でいい                              | 阿久悠                  | 鈴木邦彦            | 鈴木邦彦         | SF-15     |
| 1971年11月5日        | B        | 朝もやの中                                    | 門馬裕                  | 木森敏之            | ボブ佐久間       | SF-15     |
| 1972年5月25日        | A        | 悲しみの果てる時                              | 千家和也                | 木森敏之            | 葵まさひこ       | SF-26     |
| 1972年5月25日        | B        | 神に背く                                      | 千家和也                | 木森敏之            | 葵まさひこ       | SF-26     |
| テイチク             |          |                                               |                         |                     |                  |           |
| 1974年8月            | A        | 燃えよブルース・リー                          | 藤公之介                | 植原路雄            | 植原路雄         | SN-1406   |
| 1974年8月            | B        | 何処へ                                        | 岡田憲和                | 植原路雄            | 植原路雄         | SN-1406   |
| ポリドール・レコード |          |                                               |                         |                     |                  |           |
| 1976年7月            | A        | 行きどまり                                    | 山田孝雄                | 木森敏之            | 木森敏之         | DR-6019   |
| 1976年7月            | B        | 冬の朝                                        | 杉山政美                | 木森敏之            | 木森敏之         | DR-6019   |
| 1977年7月21日        | A        | 裏町マリア                                    | 山口洋子                | むつひろし          | 京建輔           | 7DX-1332  |
| 1977年7月21日        | B        | 命をけずる贅沢                                | 杉山政美                | 木森敏之            | 木森敏之         | 7DX-1332  |
| CBS・ソニー          |          |                                               |                         |                     |                  |           |
| 1978年5月1日         | A        | サロメ・ファンタジア                          | 阿木燿子                | 宇崎竜童            | 深町純           | 06SH-322  |
| 1978年5月1日         | B        | 風のように（女奴隷達の歌）                    | 阿木燿子                | 井上陽水            | 深町純           | 06SH-322  |
| 日本コロムビア       |          |                                               |                         |                     |                  |           |
| 1978年7月1日         | A        | 赤い狩人                                      | 三村順一                | タケカワユキヒデ    | ミッキー吉野     | YK-502-AX |
| 1978年7月1日         | B        | 雨はナイフのようさ                            | 三村順一                | タケカワユキヒデ    | ミッキー吉野     | YK-502-AX |
| 1978年8月10日        | A        | 戦士の休息                                    | 山川啓介                | 大野雄二            | 大野雄二         | YK-501-AX |
| 1978年8月10日        | B        | 銀河を泳げ                                    | 山川啓介                | 大野雄二            | 大野雄二         | YK-501-AX |
| 1978年10月25日       | A        | 宝島                                          | 岩谷時子                | 羽田健太郎          | 羽田健太郎       | SCS-437   |
| 1978年10月25日       | B        | 小さな船乗り                                  | 岩谷時子                | 羽田健太郎          | 羽田健太郎       | SCS-437   |
| 1979年3月1日         | A        | 長距離ランナー                                | 山川啓介                | 町田義人            | 植田靖識         | YK-507-AX |
| 1979年3月1日         | B        | コンサート・ツアー                            | 山川啓介                | 逆井俊冶            | 植田靖識         | YK-507-AX |
| 1979年5月10日        | A        | 美しい女…エメラルダス                         | 山川啓介                | 来生たかお          | 乾裕樹           | CK-535    |
| 1979年5月10日        | B        | 男たちのバラード                              | 山川啓介                | 来生たかお          | 乾裕樹           | CK-535    |
| 1979年6月1日         | A        | 白いサンゴ礁'79                               | 阿久悠                  | 村井邦彦            | 星勝             | YK-511-AX |
| 1979年6月1日         | B        | 星空のバレリーナ                              | 山川啓介                | 逆井俊治            | 星勝             | YK-511-AX |
| 1979年8月            | A        | 妻よ君にだけは                                | 阿久悠                  | 宮川泰              | 宮川泰           | GK-522    |
| 1979年8月            | B        | 北壁に舞う（Inst.）                           | -                       | 宮川泰              | 宮川泰           | GK-522    |
| 1979年10月1日        | A        | WINTER GLORY                                  | 奈良橋陽子 山川啓介     | タケカワユキヒデ    | 星勝             | YK-522-AX |
| 1979年10月1日        | B        | 白いアルカディア                              | 及川恒平                | 星勝                | 星勝 管:椎名和夫 | YK-522-AX |
| 1980年5月1日         | A        | 愛                                            | 吉田旺                  | 中村泰士            | 高田弘           | AK-606-AX |
| 1980年5月1日         | B        | ジ・エンド                                    | 吉田旺                  | 中村泰士            | 高田弘           | AK-606-AX |
| 1980年12月1日        | A        | 10億光年の愛                                  | 山上路夫                | 森田公一            | 小六禮次郎       | CK-578    |
| 1980年12月1日        | B        | さらばとは言わない (We'll never say good-bye) | 山上路夫                | 森田公一            | 小六禮次郎       | CK-578    |
| 1981年1月            | A        | ふるさと・MY LOVE                             | 山川啓介                | 町田義人            | 松井忠重         | AH-13-AX  |
| 1981年1月            | B        | ロング・ウェイ                                | 山川啓介                | 鹿島豪也            | 松井忠重         | AH-13-AX  |
| 1982年1月25日        | A        | 男たちの朝                                    | 山川啓介                | 木村昇              | 木村昇           | CK-643    |
| 1982年1月25日        | B        | 若い河のように                                | 山川啓介                | 木村昇              | 木村昇           | CK-643    |
| バップ               |          |                                               |                         |                     |                  |           |
| 1981年12月           | A        | 枯葉の街                                      | 三浦徳子                | 町田義人 ハラオサム | ハラオサム       | 10011-07  |
| 1981年12月           | B        | Gypsy Woman                                   | 実川俊                  | 逆井俊冶            | 逆井俊冶         | 10011-07  |
| キャニオン・レコード |          |                                               |                         |                     |                  |           |
| 1984年5月21日        | A        | ビックリ箱のうた                              | 松山千春                | 松山千春            | 飛澤宏元         | 7A0369    |
| 1984年5月21日        | B        | タケちゃんマンロボのテーマ 愛より強く         | 大岩賞介                | 小六禮次郎          | 小六禮次郎       | 7A0369    |

#### 非売品（限定品含む）
※　規格はすべて7インチレコード
| 発売日    | 面 | タイトル                                         | 作詞         | 作曲        | 編曲       | レーベル               | 規格品番 |
| --------- | -- | ------------------------------------------------ | ------------ | ----------- | ---------- | ---------------------- | -------- |
| 不明      | A  | NIGHT TIME LOVERS at the FOCAL POINT             | Charlie West | Kelly Water | Rino Earth | エルボンレコード       | AMS-300  |
| 不明      | B  | NIGHT TIME LOVERS at the FOCAL POINT（カラオケ） | Charlie West | Kelly Water | Rino Earth | エルボンレコード       | AMS-300  |
| 不明      | A  | 俺たちの星                                       | 松山貫之     | 浜圭介      | 淡野保昌   | ラジオシティレコード   | RO-9009  |
| 不明      | B  | 男の夢を俺は見る                                 | 松山貫之     | 浜圭介      | 淡野保昌   | ラジオシティレコード   | RO-9009  |
| 1982年7月 | A  | 若さよ走れ                                       | 山川啓介     | 大野雄二    | 大野雄二   | vap                    | 1026P    |
| 1982年7月 | B  | 翼のないペガサス                                 | 山川啓介     | 佐藤允彦    | 佐藤允彦   | vap                    | 1026P    |
| 1985年    | A  | スーパー阪神タイガース                           | 藤原蔵人     | 崎久保吉啓  |            | EKSON MUSIC PUBLISHERS | EK-8501  |
| 1985年    | B  | タイガース四銃士                                 | 阿部照男     | 崎久保吉啓  |            | EKSON MUSIC PUBLISHERS | EK-8501  |

### アルバム

#### オリジナル・アルバム
| 発売日               | アルバム | 規格              | 規格品番          | 備考                                                     |
| 東芝EMI / Express    | 東芝EMI / Express | 東芝EMI / Express | 東芝EMI / Express | 東芝EMI / Express                                        |
| -------------------- | --- | ----------------- | ----------------- | -------------------------------------------------------- |
| 1973年7月5日         | 白いサンゴ礁 ※ 町田義人＆ヤング101名義 A面 1. この僕と 2. 朝もやの中 3. 100円の幸福 4. 銀河 5. 可愛いあなただから 6. 白いサンゴ礁 B面 1. ハーモニー / HARMONY 2. 愛のバラード / DO I LOVE YOU 3. 明日なきさすらい / DRIFT AWAY 4. ベン / BEN 5. マイ･ボーイ / MY BOY 6. シング / SING               | LP                | ETP-8262          |                                                          |
| 1979年1月            | 白いサンゴ礁 ※ 町田義人＆ヤング101名義 A面 1. この僕と 2. 朝もやの中 3. 100円の幸福 4. 銀河 5. 可愛いあなただから 6. 白いサンゴ礁 B面 1. ハーモニー / HARMONY 2. 愛のバラード / DO I LOVE YOU 3. 明日なきさすらい / DRIFT AWAY 4. ベン / BEN 5. マイ･ボーイ / MY BOY 6. シング / SING               | LP                | ETP-80062         | 「明日なきさすらい」と改題し、町田義人のソロ名義で再発。 |
| ポリドール・レコード | |                   |                   |                                                          |
| 1976年6月            | 熱砂／町田義人PART1 A面 1. 命をけずる贅沢 2. 冬の朝 3. ママ 4. 赤い信号機 5. 君がいるから B面 1. 行きどまり 2. My Bible 3. 酔いごこちの君は 4. 哀 5. 途中下車 | LP                | MR-5078           |                                                          |
| 1977年1月            | 町田義人PART2 A面 1. 冬の旅 2. この街すぎれば 3. 君が居るから 4. 故郷 5. おかえりの言葉 B面 1. 見果てぬ夢 2. 心の中へ 3. 特にこんな雨の日は 4. コスモス 5. 夜明け前 | LP                | MR-3043           |                                                          |
| 1979年               | POLE POSITION 絶唱・町田義人 A面 1. 君がいるから 2. MY BIBLE 3. 途中下車 4. 雨の物語 5. 悲しみ一番地 B面 1. 赤い信号機 2. 行きどまり 3. 酔いごこちの君は 4. ママ 5. 裏町マリア | LP                | MR-3184           |                                                          |
| 日本コロムビア       | |                   |                   |                                                          |
| 1979年3月1日         | 長距離ランナー A面 1. ピアノ・レディ 2. 長距離ランナー 3. ハニー 4. ディズニー・ギャル 5. 戦士の休息 B面 1. インディアン・サマー 2. 銀河を泳げ 3. コンサート・ツアー 4. ロード 32 5. SAYONARA | LP                | YX-5008           |                                                          |
| 2010年10月25日       | 長距離ランナー A面 1. ピアノ・レディ 2. 長距離ランナー 3. ハニー 4. ディズニー・ギャル 5. 戦士の休息 B面 1. インディアン・サマー 2. 銀河を泳げ 3. コンサート・ツアー 4. ロード 32 5. SAYONARA | CD-R              | CORR-10675        |                                                          |
| 1979年10月           | YOU&ME A面 1. 白銀のビーナス / 4:32 2. Winter Glory / 3:02 3. ケンカ・ララバイ / 5:48 4. 白いアルカディア / 3:23 5. 真夜中へ5マイル / 3:49 B面 1. ララバイ / 00:59 2. 四次元の恋人 / 4:21 3. 白いサンゴ礁'79 / 3:56 4. You&Me / 4:07 5. 美しい女(ひと) (エメラルダスIIより) / 5:44 6. 野良犬 / 4:59 | LP                | YK-5018           |                                                          |
| 2010年10月25日       | YOU&ME A面 1. 白銀のビーナス / 4:32 2. Winter Glory / 3:02 3. ケンカ・ララバイ / 5:48 4. 白いアルカディア / 3:23 5. 真夜中へ5マイル / 3:49 B面 1. ララバイ / 00:59 2. 四次元の恋人 / 4:21 3. 白いサンゴ礁'79 / 3:56 4. You&Me / 4:07 5. 美しい女(ひと) (エメラルダスIIより) / 5:44 6. 野良犬 / 4:59 | CD-R              | CORR-10676        |                                                          |
| バップ               | |                   |                   |                                                          |
| 1981年12月           | WHISPER BLUE A面 1. 逆光線のフィナーレ / 3:34 2. 枯葉の街 / 4:37 3. 200マイルの逃亡 / 4:22 4. Shot Gun / 00:40 5. Someday Somenight / 4:02 6. 風物語 / 3:55 B面 1. Gypsy Woman / 4:22 2. もういいわ / 3:34 3. リオの二人 / 3:39 4. アディオス･アモール / 4:01 5. I need you / 3:15                  | LP                | 30006-28          |                                                          |
| 1996年7月1日         | WHISPER BLUE A面 1. 逆光線のフィナーレ / 3:34 2. 枯葉の街 / 4:37 3. 200マイルの逃亡 / 4:22 4. Shot Gun / 00:40 5. Someday Somenight / 4:02 6. 風物語 / 3:55 B面 1. Gypsy Woman / 4:22 2. もういいわ / 3:34 3. リオの二人 / 3:39 4. アディオス･アモール / 4:01 5. I need you / 3:15                  | CD                | VPCC-84038        | CD文庫                                                   |

#### ベスト・アルバム
| 発売日        | アルバム | レーベル       | 規格 | 規格品番   |
| ------------- | --- | -------------- | ---- | ---------- |
| 1980年6月25日 | HUMAN&NATURE 町田義人物語 A面 1. 愛 2. 美しい女（エメラスダス IIより） 3. 銀河を泳げ 4. 長距離ランナー 5. 戦士の休息 B面 1. 赤い狩人 2. ウィンター･グローリー 3. 白いアルカディア 4. 果てしない道 5. 白いサンゴ礁'79 6. 小さな船乗り | 日本コロムビア | LP   | AX-7258-AX |
| 2006年6月28日 | 町田義人スーパーベスト 1. 赤い狩人 2. 雨はナイフのようさ 3. 戦士の休息 4. 銀河を泳げ 5. 宝島 6. まだ見ぬ世界へ 7. 航海日誌 8. 小さな船乗り 9. 美しい女(ひと)…エメラルダス 10. 男たちのバラード 11. 愛 12. ジ・ジ・エンド(The End) 13. 10億光年の愛 14. さらばとは言わない(We’ll never say good-bye) 15. 男たちの朝 16. 若い河のように 17. 長距離ランナー 18. コンサート・ツアー 19. 白いサンゴ礁’79 20. WINTER GLORY(ウインター グローリー) 21. 白いアルカディア | 日本コロムビア | CD   | COCX-33761 |

### サントラ/舞台ライブ盤
- 「キタキツネ物語」オリジナルサウンドトラック 1978年7月（1989年11月21日CD化） 、日本コロムビア
映画『キタキツネ物語』1978年7月15日封切 (蔵原惟繕 監督/サンリオ 制作/東宝東和 配給）作曲：タケカワユキヒデ 演奏：ゴダイゴ。主題歌「赤い狩人」：町田義人
劇中、町田はフレップの歌、ゴダイゴが子供たちの歌、朱里エイコ（サントラでは牧ミユキ）がレイラの歌を担当。
町田義人の歌唱曲は「赤い狩人」「白い彷徨」「雨はナイフのようさ」「炎のレクイエム」「果てしない道」の5曲。
タケカワユキヒデ のライナーノーツによると、町田がテーマ曲を聞いてから（歌うかどうか）返事をすると言ったのにもかかわらず、テーマ曲の完成が遅れ、彼が歌う他の4曲がレコーディングし終わった後に、やっとテーマ曲が出来上がった。しかも実際に採用された曲は、作曲に40分とかからなかった。
海外上映版のため英語版も製作、タケカワユキヒデのボーカルのものも制作されたが未発表。実際の上演版は英語のネイティブの歌手（詳細不明）によるものが使われた。
- 「宝島 ヒット曲集」1978年11月25日、日本コロムビア
テレビアニメ『宝島』サウンドトラック。ヒット曲集 と銘打たれているように、歌ものを集めた一枚。
町田義人の歌唱曲は「宝島」「小さな船乗り」「まだ見ぬ世界へ」「航海日誌」の4曲。
- 「サロメ」1978年、CBS・ソニー
つかこうへい演出ロックオペラ『サロメ』の渋谷西武劇場ライブレコーディング盤。
※詩人役として出演。
町田義人の歌唱曲は「風のように」「サロメ・ファンタジア」「絹物語」の3曲。
- 「野性の証明サウンド・トラック」1978年9月25日、日本コロムビア、TX-5001-AX
角川映画「野性の証明」サウンドトラック盤。「戦士の休息」を収録。
- 「TVオリジナルBGMコレクション 宝島」1980年1月、日本コロムビア
テレビアニメ『宝島』サウンドトラック。BGM集。
町田義人の歌唱曲は「宝島」「小さな船乗り」の2曲。テレビサイズで収録されており、上記の「宝島 ヒット曲集」とは別テイク。
- 「BAOH」1989年10月11日CD、ユーメックス/東芝EMI
OVA『バオー来訪者』サウンドトラック。
町田義人の歌唱曲は、主題歌「永遠のSoldier」
- 「キタキツネ物語 ALTERNATE SOUND TRACKS+タケカワユキヒデ ホームレコーディングデモin1978」 2009年6月24日CD、G-matics
コロムビアのサントラに未収録の音源を集めたもの、2枚組。朱理エイコによるオリジナルヴォーカル曲と、実際に劇中で使用された音源を収録。（コロムビアのサントラとは異なるミックス）。町田義人が歌う主題歌「赤い狩人」は、オープニングとエンディングで使用されていた全4バージョンを完全収録。タケカワユキヒデ自身によるデモテープ音源を収録。

### CM曲
- 「懐かしのCMソング大全5 1974-1979 」2000年12月CD、東芝EMI
町田義人の歌唱曲は、ロッテ「小梅」
- 「資生堂のCM Vol.1 1961-1979」2009年11月DVD、avex io
町田義人の歌唱曲は、「オーデコロンモア」

### 未発売曲
- 「白い少女」（NHK『みんなのうた』 1983年2月 - 3月[5]）

### ゲーム
- PlayStation用ソフト「クーロンズゲート」（KOWLOON'S GATE -九龍風水傳-）1997年2月28日
※バンブージー役として声出演。
PlayStation Networkで購入可能。

## 書籍
- 「突っ張って生きてみないか」宇崎竜童＋町田義人 共著 1980年10月1日 青春出版社